# Johan Djourou
Johannes "Johan" Djourou (født 18. januar 1987 i Abidjan, Elfenbenskysten) er en tidligere schweizisk fodboldspiller af ivoriansk afstamning, der spillede som forsvarsspiller. Han har tidligere spillet for Arsenal, Hannover 96, Hamburger SV, Birmingham og FC Nordsjælland.

## Tidlige liv
Djourou blev født i Elfenbenskystens hovedstad Abidjan, men blev allerede som 1-årig adopteret af en schweizisk kvinde og flyttede til Geneve. Her spillede han som dreng i klubben Etoile Carouge, inden han som 15-årig blev hentet til den engelske Premier League-klub Arsenal F.C., hvor han blev tilnyttet talentafdelingen.

## Arsenal F.C.
Efter i et par år at have været en del af klubbens ungdomsafdeling, blev Djourou inden sæsonen 2004-05 inkluderet i Arsenals førsteholdstrup under manager Arsène Wenger, der også var manden der havde hentet ham til klubben som dreng. Han fik sin debut for London-klubben den 27. oktober 2004 i en Liga Cup-kamp mod Manchester City. I sin første sæson som seniorspiller var han med til at sikre klubben FA Cup-titlen.
Djourou var i sine første år i Arsenals førsteholdstrup kun perifært inde omkring holdet, og Arsene Wenger valgte derfor i august 2007 at udleje ham til en anden Premier League-klub, Birmingham City. Han var udlejet til Birmingham resten af året, inden Arsenal valgte at hente ham tilbage. 
På trods af adskillige salg af – og skader til klubbens etablerede forsvarsspillere har Djourou haft svært ved at tilspille sig en fast plads på holdet. Han står (pr. februar 2009) noteret for 66 optrædener for "The Gunners".

### Hamburger SV
Den 1. juli 2014 skiftede Djourou permanent til klubben, eftersom han havde været udlejet til klubben i den forgængende sæson.

## Landshold
Djourou står (pr. april 2018) noteret for 65 kampe og to scoringer for Schweiz' landshold, som han debuterede for den 1. marts 2006 i en kamp mod Skotland. Han blev udtaget til landets trup til VM i 2006 i Tyskland, samt til EM i 2008 på hjemmebane i Schweiz.

## Titler
FA Cup
- 2005 med Arsenal F.C.